# Liste der Biografien/Brae
Liste der Biografien |
Portal Biografien |
Personensuche
# |
A |
B |
C |
D |
E |
F |
G |
H |
I |
J |
K |
L |
M |
N |
O |
P |
Q |
R |
S |
T |
U |
V |
W |
X |
Y |
Z |
?
 
Ba |
Be |
Bd |
Bg |
Bh |
Bi |
Bj |
Bl |
Bm |
Bn |
Bo |
Br |
Bs |
Bu |
Bw |
By |
Bz
 
Bra |
Brc |
Brd |
Bre |
Brg |
Bri |
Brj |
Brk |
Brl |
Brn |
Bro |
Brp–Brt |
Bru |
Brv |
Bry |
Brz
 
Braa |
Brab |
Brac |
Brad |
Brae |
Braf |
Brag |
Brah |
Brai |
Braj |
Brak |
Bral |
Bram |
Bran |
Brao |
Braq |
Brar |
Bras |
Brat |
Brau |
Brav |
Braw |
Brax |
Bray |
Braz
Die Liste der Biografien führt alle Personen auf, die in der deutschsprachigen Wikipedia einen Artikel haben. Dieses ist eine Teilliste mit 41 Einträgen von Personen, deren Namen mit den Buchstaben „Brae“ beginnt.

## Brae

### Braec
- Braeckeveldt, Adolphe (1912–1985), belgischer Radrennfahrer
- Braecklein, Ingo (1906–2001), deutscher Geistlicher, Bischof der Evangelischen Landeskirche von Thüringen, inoffizieller Mitarbeiter der DDR-Staatssicherheit

### Braed
- Braeden, Eric (* 1941), deutschamerikanischer SchauspielerEric Braeden (* 1941)

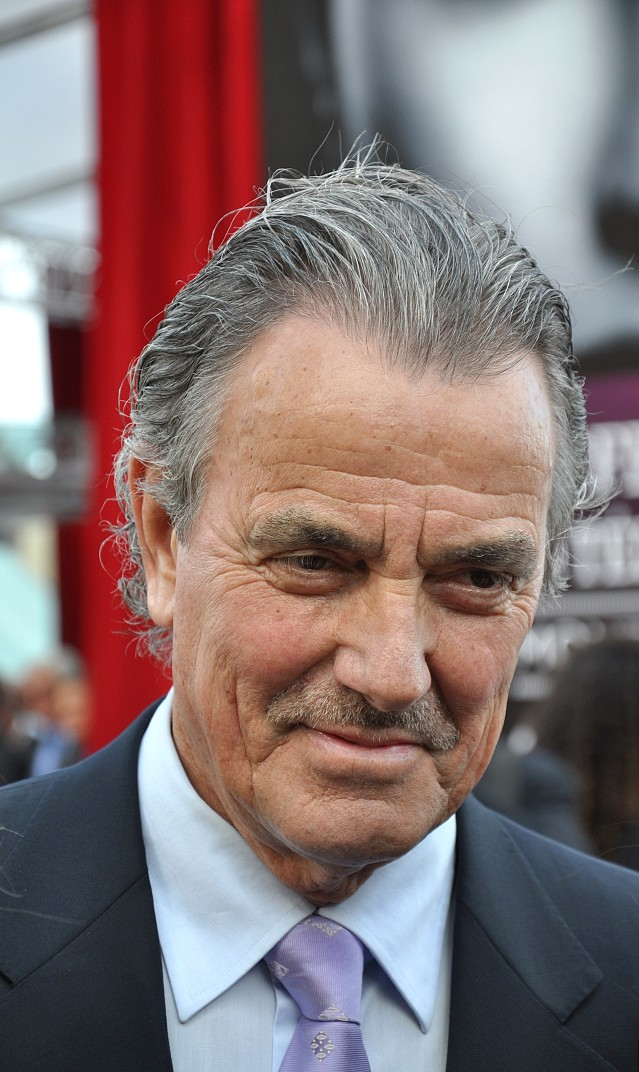
Eric Braeden (* 1941)

### Braeg
- Braegger, Margrit (1906–1970), Schweizer Illustratorin, Sängerin, Komponistin und Autorin

### Braeh
- Braehmer, Otto (1838–1902), deutscher Mediziner

### Braek
- Bræk, Ola Skjåk (1912–1999), norwegischer Politiker
- Brækhus, Cecilia (* 1981), norwegische Boxerin
- Brækken, Theodor (* 2004), norwegischer Skirennläufer
- Braekman, Pol (1919–1994), belgischer Hürdenläufer und Sprinter

### Braem
- Braem, Harald (* 1944), deutscher Designer und Schriftsteller
- Braem, Helmut M. (1922–1977), deutscher Schriftsteller und Übersetzer
- Braem, Peter († 1662), deutscher Jurist und Gesandter bei den Westfälischen Friedensverhandlungen
- Braem, Renaat (1910–2001), belgischer Architekt und Stadtplaner
- Braem, Tim (* 2006), niederländischer Fußballspieler
- Braemer, Edith (1909–1969), deutsche Literaturwissenschaftlerin und Hochschullehrerin
- Braemer, Emil (1860–1939), deutscher Verwaltungsbeamter und Parlamentarier
- Braemer, Sascha (* 1975), deutscher Tech-House-DJ und Musikproduzent
- Braemer, Walter (1883–1955), deutscher General der Kavallerie, SS-Gruppenführer, Kriegsverbrecher im Zweiten Weltkrieg

### Braen
- Braend, Paula (1905–1989), deutsche Schauspielerin
- Braendle, Christoph (* 1953), Schweizer Schriftsteller und Journalist
- Braendlin, Heinrich (1777–1848), Schweizer Kaufmann und Politiker
- Braendlin, Rudolf (1780–1837), Schweizer Unternehmer und Politiker
- Braendlin-Näf, Jakob (1775–1845), Schweizer Textilunternehmer und Pionier der Schweizer Baumwollindustrie
- Brænne, Trond (1953–2013), norwegischer Schauspieler, Lyriker und Autor

### Braes
- Braese, Stephan (* 1961), deutscher Literaturwissenschaftler
- Braesicke, Eduard, deutscher Pädagoge und Verfasser von Lehrbüchern und Nachschlagewerken
- Braesicke, Hugo (1843–1898), deutscher Kommunalpolitiker, Mitglied des Preußischen Herrenhauses und Oberbürgermeister von Bromberg
- Braesicke, Rudolf (1841–1920), deutscher Gutsbesitzer und Politiker, MdR
- Braess, Dietrich (* 1938), deutscher MathematikerDietrich Braess (* 1938)

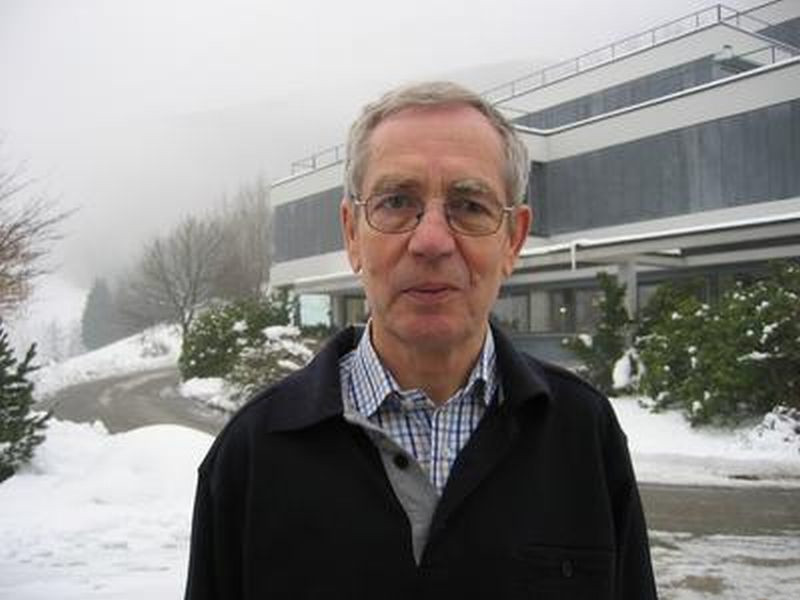
Dietrich Braess (* 1938)

- Braess, Hans-Hermann (1936–2024), deutscher Ingenieur und Automobilforscher
- Braess, Paul (1904–1972), deutscher Ökonom, Professor für Versicherungswissenschaft
- Bræstrup, F. W. (1906–1999), dänischer Zoologe

### Braet
- Braet, Robert (1912–1987), belgischer Fußballspieler und -funktionär
- Braet, Vito (* 2000), belgischer Radrennfahrer

### Braeu
- Braeucker, Friedrich (1919–2010), deutscher Marineoffizier im Zweiten Weltkrieg
- Braeucker, Theodor (1815–1882), deutscher Lehrer, Heimatforscher und Biologe
- Braeucker, Wilhelm (* 1886), deutscher Chirurg und Hochschullehrer
- Braeuer, Walter (1906–1992), deutscher Ökonom, Professor für Volkswirtschaftslehre
- Braeuning, Hermann Bernhard (1880–1946), deutscher Internist und Tuberkuloseforscher
- Braeutigam, Fred, deutscher Schauspieler, Stuntman und Pyrotechniker
- Braeutigam, Tim (* 1989), deutscher Schauspieler